# Ibotyporanga
Genre
Ibotyporanga est un genre d'araignées aranéomorphes de la famille des Pholcidae.

## Distribution
Les espèces de ce genre se rencontrent au Brésil, en Colombie et au Venezuela.

## Liste des espèces
Selon World Spider Catalog (version 25.5, 02/11/2024) :
- Ibotyporanga atikum Huber, 2024
- Ibotyporanga bariro Huber, 2020
- Ibotyporanga camarai Huber, 2024
- Ibotyporanga canudos Huber, 2024
- Ibotyporanga capivara Huber, 2024
- Ibotyporanga diroa Huber & Brescovit, 2003
- Ibotyporanga emekori Huber & Brescovit, 2003
- Ibotyporanga guanambi Huber, 2024
- Ibotyporanga imale Huber, 2024
- Ibotyporanga itajubaquara Huber, 2024
- Ibotyporanga itatim Huber, 2024
- Ibotyporanga kanoe Huber, 2024
- Ibotyporanga kiriri Huber, 2024
- Ibotyporanga naideae Mello-Leitão, 1944
- Ibotyporanga ouro Huber, 2024
- Ibotyporanga payaya Huber, 2024
- Ibotyporanga piojo Huber, 2024
- Ibotyporanga ramosae Huber & Brescovit, 2003
- Ibotyporanga sertao Huber, 2024
- Ibotyporanga tuxa Huber, 2024
- Ibotyporanga walekeru Huber, 2024
- Ibotyporanga xakriaba Huber, 2024
- Ibotyporanga xique Huber, 2024
- Ibotyporanga ziruma Huber, 2024

## Systématique et taxinomie
Ce genre a été décrit par Mello-Leitão en 1944 dans les Pholcidae.

## Publication originale
- Mello-Leitão, 1944 : « Algumas aranhas da região amazônica. » Boletim do Museu Nacional, Nova Série Zoologia, Rio de Janeiro, vol. 25, p. 1-12.